# I Pułk Kozaków Sułtańskich

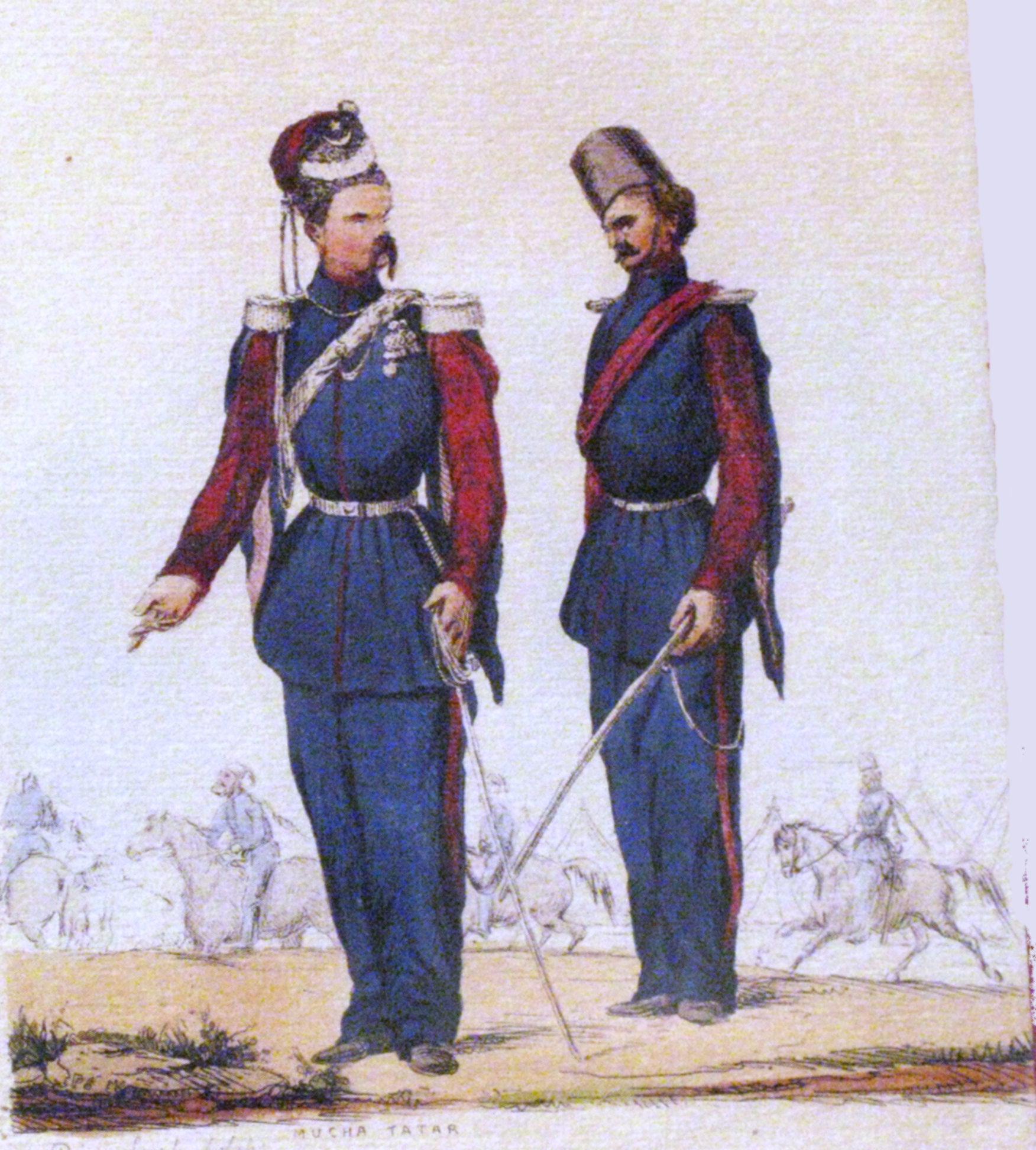
Żołnierze 1 Pułku Kozaków Sułtańskich

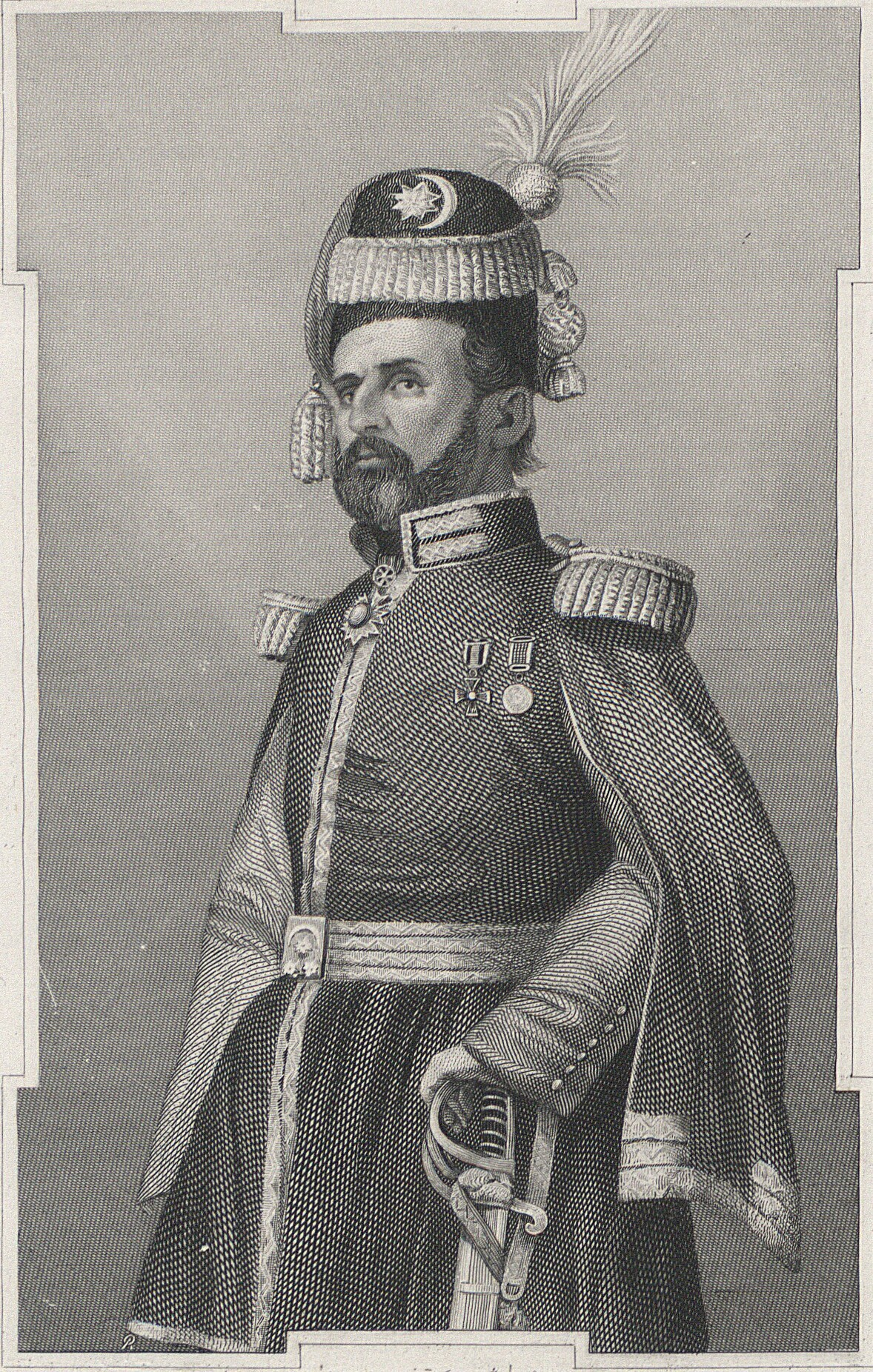
Michał Czajkowski vel. Mehmed Sadyk

I Pułk Kozaków Sułtańskich – polski oddział wojskowy, sformowany pod auspicjami Hotelu Lambert w czasie wojny krymskiej pod koniec 1853.
Twórcą oddziału był mieszkający od wielu lat w Turcji polski polityk i wojskowy, Michał Czajkowski (Mehmed Sadyk Effendi).
I Pułk Kozaków Sułtańskich miał zostać użyty w wojnie przeciwko Rosji.